# مدونای آبی
| بررسی جمعی    | بررسی جمعی |
| منبع          | رتبه‌بندی   |
| ------------- | ---------- |
| متاکریتیک     | ۶۷/۱۰۰     |
| بررسی انتقادی |            |
| منبع          | رتبه‌بندی   |
| آل‌میوزیک      | [ ۲ ]      |

مدونای آبی (انگلیسی: Blue Madonna) دومین آلبوم استودیویی خواننده-ترانه‌سرای آمریکایی بورنس است. این آلبوم در ۱۲ ژانویه ۲۰۱۸ از طریق اینترسکوپ رکوردز منتشر شد.